# Flux Transfer Event

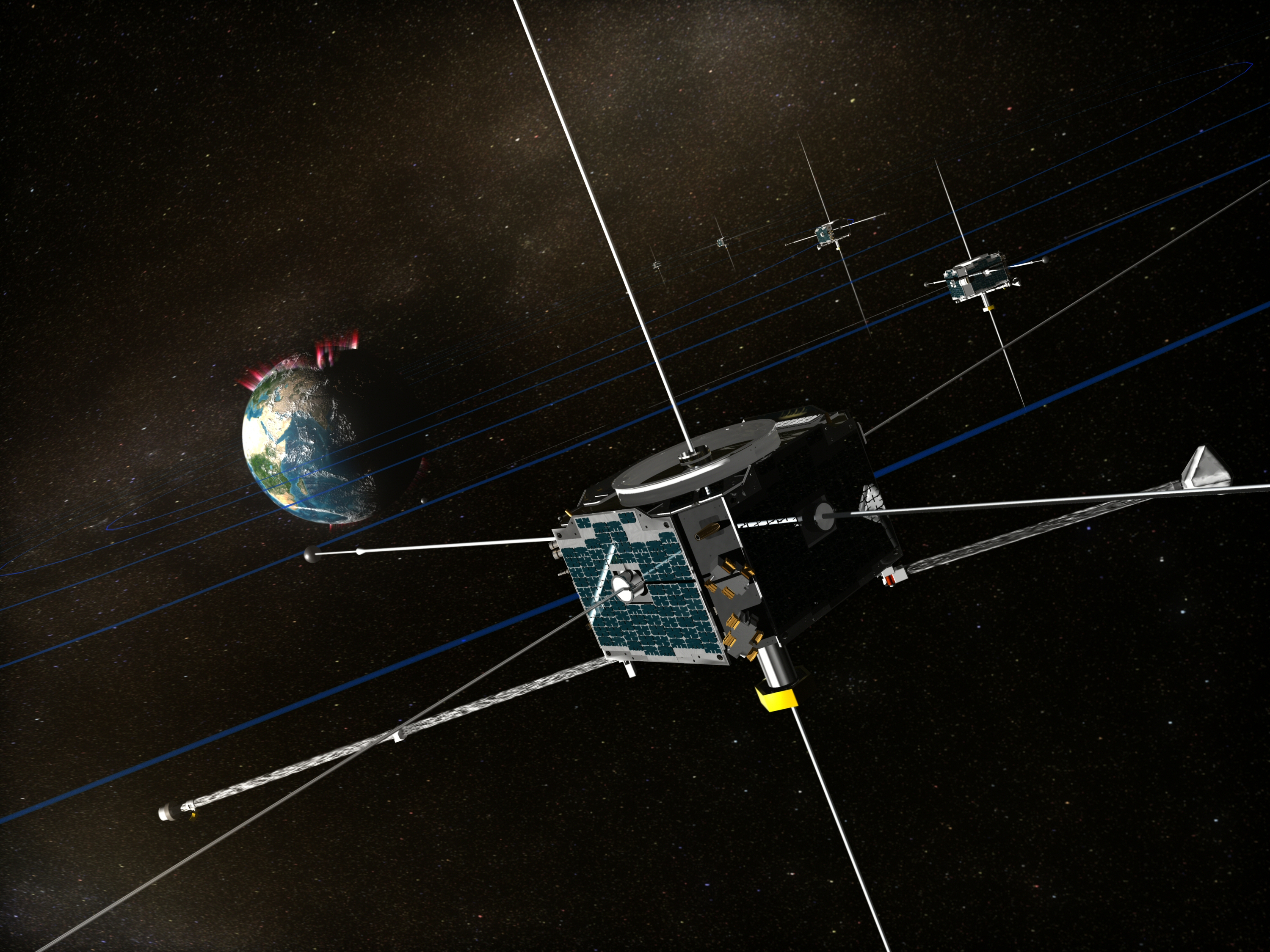
Satelity THEMIS na orbicie – wizja artysty

Flux Transfer Event – krótkotrwała rekoneksja magnetyczna pomiędzy polem magnetycznym Ziemi i Słońca. 
Mniej więcej co osiem minut ziemskie pole magnetyczne w pewnym obszarze od strony Słońca jest spychane przez pole magnetyczne Słońca, a niesiony wraz z nim strumień cząstek (wiatru słonecznego) tworząc cylinder o średnicy dochodzącej do średnicy Ziemi, przez który w pobliże Ziemi przedostają się cząsteczki wiatru słonecznego. Strumień ten jest następnie odchylany w stronę biegunów, zazwyczaj w stronę tego, na którym panuje zima. Sugeruje się, że mechanizm ten dostarcza energii do jonosfery ziemskiej. W miejscach „spychania” pola zachodzi zjawisko rekoneksji magnetycznej.
Zjawisko zostało odkryte w 2008 przez satelity THEMIS. Istnienie zjawiska zmiany kierunku i natężenia pola magnetycznego zostało odkryte już przez sondy ISEE w 1978 roku, ale nie przewidywano, że jest ono tak częste.